# Автошлях Т 1513
Автошлях Т 1513 — автомобільний шлях територіального значення в Миколаївській області. Проходить територією Миколаївського та Очаківського району через Нечаяне — Очаків. Загальна довжина — 36,9 км.